# یان بلوکویسن
یان بلوکویسن (انگلیسی: Jan Blokhuijsen؛ زادهٔ ۱ آوریل ۱۹۸۹) اسکیت‌باز سرعت اهل هلند است.